# Petite-Chaux
Petite-Chaux é uma comuna francesa na região administrativa de Borgonha-Franco-Condado, no departamento de Doubs. Estende-se por uma área de 9,81 km². Em 2010 a comuna tinha 145 habitantes (densidade: 14,8 hab./km²).